# 杨翼骧
杨翼骧（1918年—2003年），字子昂，斋名学忍堂，山东省金乡县鸡黍镇杨瓦屋村人，中国历史学家。其对秦汉史和魏晋南北朝史的研究尤为精熟。

## 生平
1918年生于一个知识分子家庭。祖父曾为私塾教师，父亲终生任中学教师。1929年，杨翼骧毕业于山东金乡县立第二小学。1932年，毕业于济南育英初级中学。1936年考入北京大学历史系。1942年，杨翼骧在昆明西南联合大学历史系毕业，获学士学位。后任西南联大历史系助教。1945年北京大学复员后，任北京大学史学系助教、讲师。1953年调任天津南开大学历史系副主任、南开大学古籍研究所所长，1979年任教授。1982年4月参加《中国历史大辞典·史学史卷》审稿工作，与吴泽任主编，当时参加这项工作的还有陈光崇、赵吕甫、高振铎、袁英光、刘寅生、桂遵义、仓修良等人。1985年被国务院学位委员会批准为史学史专业博士生导师。1986年，创建南开大学史学史博士点，开始招收博士研究生。2003年去世。

## 著作
杨翼骧著作颇丰，发表有《关于汉代奴隶的几个问题》《为什么项羽是农民起义领袖》《曹操打乌桓是反侵略吗？》等论文，著有《秦汉史纲要》《战国秦汉史通俗讲义》《中国史学史编年》《中国近代史》（合著）《五年来的中朝友好关系》（合著）等著作，另与史学家吴泽共同主编了《中国历史大辞典・史学史卷》。其著作与重要论文编入《学忍堂文集》中。